# Àcid ftàlic
L'àcid ftàlic és un àcid aromàtic dicarboxílic, amb fórmula C₆H₄(CO₂H)₂. És un isòmer de l'àcid isoftàlic i l'àcid tereftàlic. Es tracta d'un sòlid incolor, soluble en aigua i en alcohol.

## Usos
L'àcid ftàlic es fa servir principalment en la seva forma anhídrida com a compost partida en nombrosos processos de síntesi, sobretot de colorants del grup trifenilmetil.